# ブレイズ・ヌクフォ
ブレイズ・ヌクフォ（Blaise Isetsima Nkufo, 1975年5月25日 - ）は、コンゴ民主共和国・キンシャサ出身の元サッカー選手。スイス代表であった。ポジションはFW。エンクフォ、エヌクフォなど様々な表記がある。
ヌクフォはスイス、カタール、ドイツ、オランダ、アメリカ合衆国でプロサッカー選手としてプレーした。各国リーグ戦で200得点以上を挙げているが、得点王に輝いた経験はない。スイス代表としては34試合に出場して7得点している。

## 経歴

### クラブ

#### 初期の経歴
コンゴ民主共和国の首都キンシャサに生まれ、7歳の時に家族とともにスイスに移住した。20歳の時にスイス国籍を得た。1993年にFCローザンヌ・スポルトからデビューして1シーズンプレーした。FCエシャランでも1シーズンプレーし、1995年にカタールのアル・アラビ・ドーハに移籍した。1年後にスイスに戻り、イヴェルドン・スポルトFC、FCローザンヌ・スポルト（2度目）、グラスホッパー・クラブ・チューリッヒ、ACルガーノ（レンタル移籍）、FCルツェルンでプレーした。2001年にはドイツに渡り、1.FSVマインツ05とハノーファー96でプレーした。

#### FCトゥウェンテ
様々なクラブを渡り歩いてきたが、2003年からはFCトゥウェンテに7年間在籍し、そのうちの5シーズンでチーム内得点王に輝いた。2009年3月1日、ADOデン・ハーグ戦で得点し、エールディヴィジ通算100得点を達成した。外国人選手として8人目で、FCトゥウェンテの選手としては2人目である。2009年8月1日、スパルタ・ロッテルダム戦で得点し、1970年代に活躍したヤン・ユーリングが保持していたクラブ最多得点記録（103点）に並んだ。ユーリングの326試合に対し、192試合目での到達であった。ヴィレムII相手に相性が良く、13得点以上を決めている。8月15日、ADOデン・ハーグ戦でクラブ最多記録を更新する104点目を挙げた。2009-10シーズン、スティーヴ・マクラーレン監督に率いられたチームは開幕から好調を続け、アヤックス・アムステルダムを抑えて85シーズンぶりのリーグ優勝を果たした。ヌクフォは7シーズン連続で二桁得点を記録し、エールディヴィジでの通算得点を114点まで伸ばした。

#### シアトル・サウンダーズFC
2010年2月、ヌクフォはメジャーリーグサッカーのシアトル・サウンダーズFCへの移籍に興味を持った。3月4日、シアトル・サウンダーズFCはヌクフォの獲得で合意に達し、7月13日に正式に契約を交わした。7月18日のセルティックFCとの親善試合でデビューし、7月25日にホームで行われたコロラド・ラピッズ戦(2-1)でリーグ戦デビューした。9月18日にアウェーで行われたコロンバス・クルー戦で移籍後初得点を含むハットトリックを達成したが、これはクラブの歴史上初めてリーグ戦で達成されたハットトリックであった。2011年3月15日、クラブと選手は双方合意の上で契約を解除することに合意し、3月28日に現役引退を発表した。

### 代表
2002年にスイス代表デビューした。2003年には、ヤコブ・クーン監督との衝突や人種差別問題などを理由に代表から遠ざかったこともあったが、クーン監督の熱心な説得などもあって2007年に復帰した。スイスとオーストリアで共催されたUEFA欧州選手権2008は開幕直前に負傷したため出場できなかった。
2010 FIFAワールドカップ・ヨーロッパ予選は10試合すべてにフル出場し、同組となったイスラエル、ルクセンブルク、ラトビア、ギリシャ、モルドバすべてからゴールを決め、5得点でFWアレクサンダー・フレイとともにチーム得点王になった。2010年5月11日、南アフリカで開催される2010 FIFAワールドカップ本大会に出場する23人に選ばれた。本大会グループリーグではチームプレーに徹し、初戦のスペイン戦ではカルレス・プジョルやジェラール・ピケ相手にボールを収めたが、グループリーグで敗退した。

## 姓の取り違え
ヌクフォ自身はインタビューで自身の姓をNkufoだとしており、N'Kufoはメディアによって作られた誤表記である。この姓はNの音が取れてクフォ(Kufo)と発音される。しかし、ユニフォームの背中にはNkufo、N'Kufo、Nkufuなど様々な表記がなされてきた。

## 所属クラブ
- 1993-1994  FCローザンヌ・スポルト
- 1994-1995  FCエシャラン
- 1995-1996  アル・アラビ
- 1996-1997  イヴェルドン・スポルトFC
- 1997-1998  FCローザンヌ・スポルト
- 1998-1999  グラスホッパー・クラブ・チューリッヒ

1998-1999 → ACルガーノ (Loan)
- 2000-2001  FCルツェルン
- 2001-2002  1.FSVマインツ05
- 2002-2003  ハノーファー96
- 2003-2010  FCトゥウェンテ
- 2010-  シアトル・サウンダーズFC

## 個人成績
| シーズン | クラブ                       | リーグ                   | 試合 | 得点 |
| -------- | ---------------------------- | ------------------------ | ---- | ---- |
| 1993-94  | FCローザンヌ・スポルト       | ナショナルリーガA        | 2    | 0    |
| 1994-95  | FCエシャラン                 | ナショナルリーガB        | 16   | 9    |
| 1995-96  | アル・アラビ                 | カタール・スターズリーグ | 12   | 6    |
| 1996-97  | イヴェルドン・スポルトFC     | ナショナルリーガB        | 35   | 12   |
| 1997-98  | FCローザンヌ・スポルト       | ナショナルリーガA        | 34   | 18   |
| 1998-99  | グラスホッパー・チューリッヒ | ナショナルリーガA        | 13   | 2    |
| 1998-99  | ACルガーノ                   | ナショナルリーガA        | 11   | 10   |
| 1999-00  | ACルガーノ                   | ナショナルリーガA        | 10   | 4    |
| 1999-00  | グラスホッパー・チューリッヒ | ナショナルリーガA        | 5    | 2    |
| 2000-01  | FCルツェルン                 | ナショナルリーガA        | 19   | 7    |
| 2000-01  | 1.FSVマインツ05              | ツヴァイテリーガ         | 14   | 6    |
| 2001-02  | 1.FSVマインツ05              | ツヴァイテリーガ         | 28   | 14   |
| 2002-03  | ハノーファー96               | ブンデスリーガ           | 9    | 0    |
| 2003-04  | FCトゥウェンテ               | エールディヴィジ         | 28   | 14   |
| 2004-05  | FCトゥウェンテ               | エールディヴィジ         | 32   | 16   |
| 2005-06  | FCトゥウェンテ               | エールディヴィジ         | 32   | 12   |
| 2006-07  | FCトゥウェンテ               | エールディヴィジ         | 34   | 22   |
| 2007-08  | FCトゥウェンテ               | エールディヴィジ         | 34   | 22   |
| 2008-09  | FCトゥウェンテ               | エールディヴィジ         | 31   | 16   |
| 2009-10  | FCトゥウェンテ               | エールディヴィジ         | 31   | 12   |
| 2010     | シアトル・サウンダーズFC     | メジャーリーグサッカー   | 11   | 5    |
| 通算     | 通算                         | 通算                     | 435  | 209  |

## 代表歴

### 出場大会
- スイス代表
  - 2010 FIFAワールドカップ

### 試合数
- 国際Aマッチ 34試合 7得点（2000年-2010年）[11]

| スイス代表 | 国際Aマッチ | 国際Aマッチ |
| 年         | 出場        | 得点        |
| ---------- | ----------- | ----------- |
| 2000       | 1           | 0           |
| 2001       | 2           | 0           |
| 2002       | 4           | 1           |
| 2003       | 0           | 0           |
| 2004       | 0           | 0           |
| 2005       | 0           | 0           |
| 2006       | 0           | 0           |
| 2007       | 6           | 1           |
| 2008       | 8           | 4           |
| 2009       | 8           | 1           |
| 2010       | 5           | 0           |
| 通算       | 34          | 7           |

## タイトル
- アル・アラビ

カタール・スターズリーグ : 1995-1996
- ローザンヌ・スポルト

スイス・カップ : 1998
- FCトゥウェンテ

エールディヴィジ : 2009-2010
- シアトル・サウンダーズFC

Lamar Hunt U.S. Open Cup : 2010